# Мотру (річка)
Мотру( рум. Motru) — річка в Румунії, у повітах Горж та Мехедінць. Права притока Жіу (басейн Чорного моря).

## Опис
Довжина річки 134 км, висота витоку над рівнем моря — 1800 м, висота гирла над рівнем моря — 102 м, найкоротша відстань між витоком і гирлом — 69,85 км, коефіцієнт звивистості річки — 1,92 , середньорічні витрати води у гирлі — 15,2 м³/с. Площа басейну водозбору 1895 км².

## Розташування
Бере початок на західній околиці села Падеш у повіті Горж. Тече переважно на південний схід і біля села Гура Мотрулуй впадає у річку Жіу, ліву притоку Дунаю.
Притоки: Фрумосу (рум. Frumosu), Валя Расулуй (рум. Valea Râsului), Карпіней (рум. Cărpinei) (ліві); Парауль Реєнь (рум. Părăul Răieni), Хушніца (рум. Hușnița) (праві).
Основні населені пункти вздовж берегової смуги від витоку до гирла: Апа-Нягре, Кемуєшть, Глогова, Строєшть, Мотру, Менць, Мотрулень.

## Цікаві факти
- Біля витоку річки розташований пам'ятник Теодору Владимиреску.[1]
- На річці розташована гідроелектростанція (ГЕС Мотру).